# Casket Mountain
Casket Mountain är ett berg i Kanada.   Det ligger i provinsen Alberta, i den centrala delen av landet, 3 300 km väster om huvudstaden Ottawa. Toppen på Casket Mountain är 2 206 meter över havet, eller 122 meter över den omgivande terrängen. Bredden vid basen är 3,0 km.
Terrängen runt Casket Mountain är huvudsakligen kuperad.Trakten runt Casket Mountain är nära nog obefolkad, med mindre än två invånare per kvadratkilometer.. Det finns inga samhällen i närheten. 
Trakten runt Casket Mountain består i huvudsak av gräsmarker.